# Eusandalum tessellatum
Eusandalum tessellatum är en stekelart som först beskrevs av Masi 1941.  Eusandalum tessellatum ingår i släktet Eusandalum och familjen hoppglanssteklar. Inga underarter finns listade i Catalogue of Life.